# Гуревич, Моисей Григорьевич
Моисей Григорьевич Гуревич (1891, Рига — 26 октября 1937, Москва) — российский и советский ученый, гигиенист. Народный комиссар здравоохранения УССР (1920—1925), заместитель Наркома здравоохранения РСФСР.

## Биография
Занимал в 1920—1925 годах должность народного комиссара здравоохранения УССР.
Работая в Наркомате здравоохранения, в 1923 добился создания в Харьковском медицинском институте первой в УССР кафедры социальной медицины, которую сам и возглавлял до 1925 года.
Выступал в печатных изданиях со статьями по вопросам социальной гигиены, теории и практики здравоохранения, внедрение профилактического направления борьбы с социальными болезнями, медико-профилактической помощи и по реформе медицинского образования.
Ряд его научных работ был издан в 1920—1924 годах в научных журналах, среди которых журнал «Профилактическая медицина» (работы «Организация дела здравоохранения на Украине», «О реформе медицинского образования», «Состояние сельской медико-санитарной сети на Украине в средине лета 1923 года»).
По случаю десятилетия первой в УССР кафедры социальной гигиены Харьковского медицинского института Наркомздрава УССР ввел 2 личные стипендии его имени при институте.
В дальнейшем работал заместителем Наркома здравоохранения РСФСР.
Был арестован 1 августа 1937 года по обвинению в участии в контрреволюционной террористической организации. Приговорен к расстрелу 26 октября 1937 года, в этот же день приговор был приведен в исполнение. Похоронен в Москве на Донском кладбище.
В 1956 году посмертно реабилитирован определением Военной коллегии Верховного суда СССР.